# Coptosapelta lutescens
Coptosapelta lutescens là một loài thực vật có hoa trong họ Thiến thảo. Loài này được Valeton mô tả khoa học đầu tiên năm 1923.